# تاکو کاوامورا (ورزشکار)
تاکو کاوامورا (انگلیسی: Takeo Kawamura؛ زادهٔ ۳۰ آوریل ۱۹۷۲) بازیکن بیس‌بال اهل ژاپن است.